# Блумсбъри
Блумсбъри (Bloomsbury) е квартал на Лондон, разположен на север от Оксфорд стрийт и считан за център на интелектуалния живот.
В района са разположени озеленени площади с градини, някои от които са запазили първоначалния си вид от застрояването на Лондон през 18 век (т.нар. Джорджианска архитектура), ръководена от херцог Бедфорд от семейство Ръсел.
В Блумсбъри се намират висши учебни заведения (Лондонски университет, Кралска академия за драматично изкуство), болници, а също така Британският музей. В началото на 20 век тук са се събирали английските интелектуалци от кръга Блумсбъри.
|  | Тази страница частично или изцяло представлява превод на страницата „Блумсбери“ в Уикипедия на руски. Оригиналният текст, както и този превод, са защитени от Лиценза „Криейтив Комънс – Признание – Споделяне на споделеното“, а за съдържание, създадено преди юни 2009 година – от Лиценза за свободна документация на ГНУ. Прегледайте историята на редакциите на оригиналната страница, както и на преводната страница, за да видите списъка на съавторите. ВАЖНО: Този шаблон се отнася единствено до авторските права върху съдържанието на статията. Добавянето му не отменя изискването да се посочват конкретни източници на твърденията, които да бъдат благонадеждни. |